# Bănia
Bănia é uma comuna romena localizada no distrito de Caraș-Severin, na região de Banato. A comuna possui uma área de 207.68 km² e sua população era de 2046 habitantes segundo o censo de 2007.